# Consensus
Consensus (lateinisch für Übereinstimmung) bezeichnet den Titel der betreffenden Urkunden und Schriften als Übereinkunft bei dogmatischen Streitigkeiten. Dazu zählt u. a. der zum Zweck einer Vereinigung der augsburgischen, böhmischen und helvetischen Konfessionsverwandten der polnischen Provinzen zu Sandomir vereinbarte Consensus Sendomiriensis 1570 (über die Lehren von der Menschwerdung Christi und dem Abendmahl).
Innerhalb der reformierten Kirche sind mehrere Consensus verabschiedet worden, so:
- der Consensus Tigurinus von 1549, der, von Johannes Calvin in 26 Artikeln über die Lehre vom Abendmahl aufgesetzt, von Bullinger gebilligt, zwischen dem Zwinglischen und Calvinischen Lehrbegriff zu vermitteln suchte, aber nie großes Ansehen erhalten hat;
- der Consensus Genevensis (Consensus pastorum), der ebenfalls von Calvin 1552 abgefasst, die Prädestinationslehre im streng Calvinischen Sinn enthält, indessen seitens der anderen Schweizer Kirchen keine offizielle Annahme gefunden hat;
- der Consensus Helveticus (Formula Concordia Helvetica), verfasst 1674 von Johann Heinrich Heidegger und Franz Turretin, Professoren in Zürich und Genf, und besonders gegen Moses Amyrauts Lehre von der allgemeinen Gnade in 26 Artikeln gerichtet, 1675 und 1676 in der Schweiz eingeführt, aber infolge des Widerspruchs, der in Kurbrandenburg und in England, ja selbst in der Schweiz dagegen erhoben ward, im Beginn des 18. Jahrhunderts wieder um sein symbolisches Ansehen gebracht.

Innerhalb der lutherischen Kirche kamen zustande:
- der Consensus Dresdensis von 1571, das Glaubensbekenntnis der kurfürstlich sächsischen Theologen in den der Annahme der Konkordienformel vorangehenden Verhandlungen, und
- der Consensus repetitus fidel vere Lutheranae, die gegen Georg Calixt von den sächsischen Theologen 1655 ausgesetzte Vereinigungsformel, welche aber kein symbolisches Ansehen erlangt hat.